# Осинский, Владимир Петрович
Владимир Петрович Осинский (род. 22 апреля 1962, Петропавловск, Казахская ССР) — советский и российский композитор, аранжировщик, звукорежиссёр, клавишник, владелец студии «Хранители».

## Биография
В семнадцать лет приехал поступать в Гнесинское училище, однако председатель приёмной комиссии Игорь Бриль не принял его. Через полгода Владимир Осинский начал работать в Московский молодёжный театр Вячеслава Спесивцева, где он в течение трёх лет писал музыку для спектаклей «Приключения Тома Сойера», «И дольше века длится день», «Сто лет одиночества» и других. Чуть позже стал руководителем инструментального ансамбля "Аэротон"при Росконцерте, записал с ним несколько альбомов. С 1988 года по 1992 год был музыкальным руководителем группы «Игра»(экс-ВИА"Голубые гитары"). В начале 1990-х годов создал инструментальное трио «Хранители», с которым записал два альбома (официально они были изданы только в 2014 году).
C конца 1980-х — профессиональный звукорежиссёр. Работа осуществляется в системе ProTools. Аппаратура и студийное оборудование постоянно обновляются с учётом последних мировых и отечественных тенденций в сфере звукозаписи. В студии работают специалисты как на постоянной основе, так и привлекаются для реализации различных проектов музыканты, аранжировщики, звукорежиссёры, педагоги по вокалу, музыкальные продюсеры и так далее.
При участии студии Владимира Осинского были реализованы такие проекты как мюзикл «12 стульев», сопутствующие проекты мюзиклов «Нотр Дам де Пари», «Ромео и Джульетта», техническо-музыкальная составляющая полнометражного мультипликационного фильма «Князь Владимир». С 2006 года студия Владимира Осинского сотрудничает с кинокомпаниями, принимая участие в таких фильмах, как «Ёлки»(практически все фильмы), «Духless», «Духless-2», «Мажор», «Мажор—2», «А зори здесь тихие…» (римейк), и многих других.
С 2011 года Владимир Осинский — музыкальный продюсер этно-группы OYME.
Практически каждый день проводит в студии по 12-14 часов в сутки.

## Дискография
- 1984 — Ритмическая гимнастика (сборник)
- 1986 — Аэротон
- 1989 — Без царя в голове (совместно с Борисом Тихомировым)
- 1993 — трибьют группе Nautilus Pompilius — Отчёт 1983—1993, трек 9. «Бриллиантовые дороги» совместно с Вячеславом Бутусовым

## Фильмография
- Чайка (2005)
- Пираммида (2011)
- Ёлки 5 (2016)
- Преступление (2016)
- Тайна Лилит (2021)